# 2008年3月

## 3月31日
- 大湄公河次区域经济合作第三次领导人会议举行，六国领导人在老挝首都万象签署了《领导人宣言》。新华网（页面存档备份，存于） BBC中文网（页面存档备份，存于）
- 根據教廷公布最新資料，信仰伊斯蘭教的人數已超越天主教，但基督宗教仍然是全球第一大宗教。泰晤士報（页面存档备份，存于）
- 凌晨，九巴在天慈邨旁的露天停車場，有10輛雙層巴士起火，火勢猛烈，多次傳出爆炸聲，消防員出動5條喉將火救熄，認為起火原因無可疑，相信是其中1輛巴士（ATE180／LN5481）電線短路引致機件過熱引起。事件中無人受傷，傳聞事故發生時火場附近有多輛巴士，由廠務人員駛離火場，其中其中兩部肇事巴士（KH3743及JZ5727）因太接近火場無法駛走，不過損毀輕微。除KH3743及JZ5727外，其餘8輛嚴重損毀巴士因不獲維修，於2008年7月3日正式除牌。

## 3月30日
- 辛巴威大選結束。反對現任羅伯特·穆加貝的政黨自行宣佈勝利。CNN（页面存档备份，存于）
- 希臘當局在首都雅典，把聖火移交北京奧組委，但仍然有人示威。路透社（页面存档备份，存于）
- 美国与欧盟领导人于去年4月在华盛顿签署的欧美开放天空协议（EU-US Open Skies Agreement）正式生效，双方将进一步向对方开放航空市场。新华网（页面存档备份，存于） BBC中文网（页面存档备份，存于）
- 伊拉克什叶派领导人穆克塔达·萨德尔发表声明，命令其民兵武装迈赫迪军停止与伊拉克安全部队进行对抗。新华网（页面存档备份，存于）
- 普利兹克奖评选委员会宣布，法国建筑师让·努维尔获得本年度普利兹克奖。新华网（页面存档备份，存于）

## 3月29日
- 第20次阿拉伯国家联盟首脑会议在叙利亚首都大马士革开幕，会议将讨论包括中东和平进程在内的一系列议题。新华网（页面存档备份，存于）
- 國務院總理溫家寶到達寮國作3日外訪，出席大湄公河次區域經濟合作第三次峰會。新華社（页面存档备份，存于）
- 2008年西藏騷亂：在外國外交官離開後，拉薩再度爆發示威。美聯社[]
- 德國總理默克爾繼捷克、波蘭、愛沙尼亞領導人之後宣佈不出席北京奧運開幕式。福克斯
- 由世界自然基金会发起的“地球时间”环保活动在全球40多个国家和地区的380多个城镇接力举行，这项活动旨在引起人们对气候变化的警惕。新华网（页面存档备份，存于） BBC中文网（页面存档备份，存于）

## 3月28日
- 中国邀请来自英国、美国等至少15个国家的驻华使领馆官员前往西藏，考察西藏骚乱过后的情况。BBC中文网（页面存档备份，存于）
- 美國華盛頓時報報導，根據美國情報官員透露，中國瞄準台灣的飛彈高達1400枚。東森電子報（页面存档备份，存于）The Washington Times（页面存档备份，存于）
- 古巴共产党机关报《格拉玛》刊登古巴政府的新政令，宣布将允许普通古巴人合法购买和使用手机。新浪网（页面存档备份，存于）新华网（页面存档备份，存于）
- 北韓在驅逐11名在開城工業區的南韓人員後，今日又試射導彈。路透社（页面存档备份，存于）

## 3月27日
- 一段在1860年4月9日製作的錄音片段播出，是目前已知最早的。紐約時報（页面存档备份，存于）
- 荷蘭國會議員基爾特·威爾德斯在互聯網發布了反伊斯蘭的影片《鬥爭》。BBC（页面存档备份，存于）

## 3月26日
- 摩托罗拉宣布，计划于明年把公司分拆为两家独立上市的企业，一家专注于手机业务，另一家则主营网络设备、电视机顶盒等业务。腾讯（页面存档备份，存于）
- 印度塔塔汽车公司和美国福特汽车公司发表联合声明，塔塔将以23亿美元的价格收购福特旗下的“捷豹”和“路虎”两大汽车品牌。新华网（页面存档备份，存于）
- 美国奋进号航天飞机在佛罗里达州肯尼迪航天中心着陆，这次太空飞行共持续16天，期间与国际空间站对接12天，宇航员完成了5次太空行走任务。新华网（页面存档备份，存于）

## 3月25日
- 科摩罗政府军和非盟部队对2007年起被叛军占领的昂儒昂岛发动进攻，科摩罗当局称已攻占该岛首府穆察穆杜。新华网
- 美國國防部證實在06年誤將洲際彈道導彈的引爆器當成直昇機電池售予中華民國。中國時報[永久]自由電子報
- 美国科学家借助卫星图像证实，南極洲南极半岛的一块巨大冰川在威尔金斯冰架边缘断裂入海，面積大約是415平方公里。CNN新聞（页面存档备份，存于）美聯社Bloomberg新华网 Archive.today的存檔，存档日期2013-04-28

## 3月24日
- 不丹选举委员会的初步统计结果显示，不丹繁荣进步党在当天举行的国民议会选举中获胜，至少赢得47个议席当中的40个席位。法新社[]新华网（页面存档备份，存于）
- 伊拉克戰爭：美軍死亡人數達到4,000人。BBC（页面存档备份，存于）
- 中国黑龙江省佳木斯市法庭以煽动颠覆国家政权罪判处维权人士杨春林有期徒刑五年。BBC中文网（页面存档备份，存于）
- 巴基斯坦国民议会选举人民党候选人优素福·拉扎·吉拉尼为新一任巴基斯坦总理。中国新闻网（页面存档备份，存于）
- 2008年北京夏季奥运会聖火的取火儀式在古代奧林匹克運動會的發源地、希臘的奧林匹亞舉行，北京奥运会圣火传递活动开始。在取火仪式中，三名無國界記者和一名藏人抗議者因干擾儀式進行而被捕。美聯社新華社（页面存档备份，存于）

## 3月23日
- 巴勒斯坦解放组织和哈马斯的代表在也门首都萨那签署宣言，同意在也门总统萨利赫提出的“也门倡议”框架下恢复直接对话。新华网（页面存档备份，存于）

## 3月22日
- 在中华民国第12任总统、副总统大选暨第5、6号全国公民投票中，国民党候选人马英九以大约17个百分点的优势击败民进党候选人谢长廷，成为中华民国第12任总统（直接民選第四任）。BBC News（页面存档备份，存于）明報

## 3月20日
- 比利时国王阿尔贝二世任命荷语基督教民主党领导人伊夫·莱特姆为比利时首相，并授权他组建政府。新浪网（页面存档备份，存于）
- 美国国家航空航天局宣布，科学家借助卡西尼号探测器的探测发现，土星的卫星土卫六地表下可能潜藏着水和氨构成的海洋。新华网（页面存档备份，存于）

## 3月19日
- 塞爾維亞的三個鄰邦保加利亞、匈牙利和克羅地亞承認科索沃。訖今已有32個國家承認這前塞爾維亞自治省。路透社（页面存档备份，存于）
- 美國總統小布什在伊拉克戰爭五周年前夕堅持攻伊正確。衛報（页面存档备份，存于）
- 基地組織領袖奧薩馬·本·拉登發表錄音講話，指要向再次刊登褻瀆穆罕默德漫畫的歐洲國家進行襲擊。美聯社

## 3月18日
- 为防止次贷危机继续恶化及美国经济陷入衰退，美国联邦储备委员会决定再次大幅下调联邦基金利率，即商业银行间隔夜拆借利率由原来的3.0％降至2.25％。新华网（页面存档备份，存于）
- 德國總理默克爾在以色列國會演講，這是首次有德國總理和非國家元首這樣做。金融時報 中国新闻网（页面存档备份，存于）

## 3月16日
- 中华人民共和国第十一届全国人民代表大会投票表决通过温家宝为中华人民共和国国务院总理。新华网（页面存档备份，存于）
- 美国摩根大通公司表示，将用换股的方式以总价2.63亿美元的价格收购贝尔斯登公司，此价格较14日收盘时贝尔斯登的股票市值缩水93%。新华网（页面存档备份，存于）

## 3月15日
- 中华人民共和国第十一届全国人民代表大会选举胡锦涛为中华人民共和国主席、中央军事委员会主席，习近平为中华人民共和国副主席，吴邦国为第十一届全国人民代表大会常务委员会委员长。新华网（页面存档备份，存于）
- “中日青少年友好交流年”在北京开幕。胡锦涛、福田康夫出席开幕式。

## 3月14日
- 中国西藏首府拉萨自10日爆发的藏人抗议事件演變為骚乱事件，至少10人在冲突中丧生。明報法新社BBC（页面存档备份，存于） RFA RFA[]BBC中文网（页面存档备份，存于）
- 美国纽约商品交易所的黄金期货价格首次突破每盎司1000美元大关，同时美元兑日元汇率跌至1995年以来的最低点。BBC中文网（页面存档备份，存于） 新华网
- 美國第五大投資銀行貝爾斯登出現資金流動性的問題，導致紐約聯邦銀行及摩根大通銀行提供援助，但股價仍然下跌五成。消息馬上讓市場失去信心。雅虎新聞
- 美國食品暨藥物管理局表示，已獲得美國國務院批准，在美國位於中國的外交駐點設立美國食品暨藥物管理局常駐海外辦公室，以確保輸美產品安全。自由電子報
- 2008年夏季奧運棒球最終資格排名賽結果揭曉，由加拿大、南韓、中華台北取得最後三個北京奧運棒球項目參賽資格。搜狐（页面存档备份，存于）

## 3月13日
- 印度方面扣留了一批流亡當地的西藏人，他們試圖步行到西藏抗議北京奧運。美聯社[]
- 2008年美國總統選舉候选人希拉里·克林頓競選辦公室財務委員會成員傑羅丁·費拉羅因針對巴拉克·奧巴馬的言論而辭職。紐約時報（页面存档备份，存于）
- 由于塞尔维亚议会内部在科索沃独立和与欧盟的关系问题上存在分歧，在塞尔维亚政府的请求下，总统塔迪奇宣布解散议会。新华网 Archive.today的存檔，存档日期2013-04-28
- 第十一次伊斯兰国家首脑会议在塞内加尔首都达喀尔开幕，伊斯兰会议组织57个成员国派代表出席。新华网 Archive.today的存檔，存档日期2013-04-28
- 中国人民政治协商会议第十一届全国委员会第一次会议在北京人民大会堂举行第四次全体会议，选举贾庆林为全国委员会主席。新华网（页面存档备份，存于）
- 欧盟峰会在位于比利时首都布鲁塞尔的欧盟总部拉开帷幕。在首日会议上，欧盟成员国领导人勾勒出了未来三年的经济改革蓝图，还就建立地中海联盟达成原则一致，但在温室气体减排任务的分摊上仍存分歧。新华网

## 3月12日
- 美國紐約州州長艾略特·斯皮策因嫖妓宣佈辭職，由副州長大衛·帕特森繼任。後者將會是紐約州首任黑人州長和美國首任失明州長。紐約時報（页面存档备份，存于）
- 泰国前总理他信·西那瓦作为被告出席泰国大理院就2003年购地案举行的首次听证会。新华网 Archive.today的存檔，存档日期2013-04-28

## 3月11日
- 美国奋进号航天飞机在佛罗里达州肯尼迪航天中心发射升空，将运送日本希望号实验舱的保管室组件和加拿大的遥控机器人至国际空间站。新华网（页面存档备份，存于）
- 2008年美國總統選舉：民主黨聯邦參議員巴拉克·奧巴馬在密西西比州的初選和德克薩斯州的黨團會議勝出。CNN（页面存档备份，存于）
- 連接阿拉伯聯合大公國首都阿布扎比和杜拜的公路發生150輛汽車相撞的事故，造成4人死亡，250人受傷。洛杉磯時報（页面存档备份，存于）

## 3月10日
- 天主教會公佈新的大罪名單，包括爭取過度的財富、導致社會不公、污染環境、基因改造和吸毒等。AHN
- 根据西班牙议会选举的初步计票结果显示，现任首相萨帕特罗所领导的工人社会党获胜，萨帕特罗将连任首相。彭博（页面存档备份，存于）新华网（页面存档备份，存于）
- 馬爾他大選，執政國民黨擊敗工黨連任。今日美國報（页面存档备份，存于）
- 赢得连任的马来西亚首相阿都拉·巴达威在位于首都吉隆坡的国家王宫宣誓就职。新华社（页面存档备份，存于）

## 3月9日
- 欧洲首艘自动货运飞船在法属圭亚那库鲁航天中心搭乘阿丽亚娜-5ES型火箭升空，将运送货物到国际空间站。新华网 Archive.today的存檔，存档日期2013-04-28
- 马来西亚选举委员会的初步计票结果显示，执政党联盟国民阵线在国会选举中获得超过半数的议席，获得组建新政府的资格，但失去了三分之二多數，同時在檳城、雪蘭莪、霹靂、吉打和吉蘭丹失去執政地位。顯示出華裔及印度裔族群對政府不滿。BBC（页面存档备份，存于）新华网
- 美國總統小布什否決國會參眾兩院通過的法案，堅持用水刑等酷刑手段，向嫌疑恐怖分子逼供。國際先驅論壇報（页面存档备份，存于）
- 臺灣第二條捷運系統高雄捷運的第一條主線紅線通車

## 3月8日
- 塞尔维亚总理科什图尼察因所领导的联合政府内部在科索沃独立以及与欧盟的关系问题上有分歧而辞职。新华网（页面存档备份，存于）
- 馬來西亞第十二屆全國大選。

## 3月7日
- 俄罗斯中央选举委员会公布总统选举正式结果，梅德韦杰夫当选新一任总统。新华网（页面存档备份，存于）
- 获得连任的捷克总统瓦茨拉夫·克劳斯在布拉格总统府正式宣誓就职。新华网（页面存档备份，存于）
- 第20届里约集团首脑会议在多米尼加首都圣多明各举行，会议通过了《圣多明各宣言》，哥伦比亚在宣言中就3月1日的越境行动向厄瓜多尔道歉。随后，哥伦比亚总统乌里韦与委内瑞拉总统查韦斯、尼加拉瓜总统奥尔特加、厄瓜多尔总统科雷亚握手言和。新华网 BBC中文网（页面存档备份，存于）新华网（页面存档备份，存于）

## 3月6日
- 一名巴勒斯坦槍手闖入耶路撒冷一所猶太教神學院圖書館，對館內學生掃射，造成八死九傷，槍手當場遭該校校友擊斃，哈瑪斯已坦承不諱。自由時報
- 紐約期油收市報104.52美元一桶，創歷史新高。環球郵報（页面存档备份，存于）
- 据菲律宾卫生部的数据，卡兰巴市自2月16日爆发伤寒疫情至今，已有1477人出现伤寒症状，37人证实患上伤寒。法新社[] 中国新闻网
- 联合国教科文组织举行2008年度世界杰出女科学家奖颁奖仪式。新华网（页面存档备份，存于）

## 3月5日
- 格魯吉亞的南奧塞梯宣佈獨立，正要求歐盟、俄羅斯及聯合國承認其獨立地位。 明報
- 《福布斯》雜誌公布2008年度全球富豪榜，美国投资家沃倫·巴菲特成為世界首富，墨西哥电信巨头卡洛斯·斯利姆和微软公司董事长比尔·盖茨分列第二、三位。路透社（页面存档备份，存于）新华社（页面存档备份，存于）
- 第十一届全国人民代表大会第一次会议在北京人民大会堂开幕。新华网（页面存档备份，存于）

## 3月4日
- 2008年美國總統選舉：約翰·麥凱恩肯定能夠成為代表共和黨的候選人，而民主黨方面，希拉里·克林頓在羅德島、俄亥俄和德克薩斯州取勝，重燃入住白宮的希望。CNN（页面存档备份，存于）纽约时报（页面存档备份，存于）

## 3月3日
- 针对哥伦比亚1日越境在厄瓜多尔境内打死哥伦比亚革命武装力量二号人物劳尔·雷耶斯的军事行动，厄瓜多尔宣布与哥伦比亚断绝外交关系，委内瑞拉驱逐哥伦比亚所派驻的全部外交官。新华网（页面存档备份，存于）新华网（页面存档备份，存于）
- 根据俄罗斯中央选举委员会对总统选举99.45%选票的初步统计，统一俄罗斯党总统候选人、现任第一副总理梅德韦杰夫以70.23%的得票率获胜。新华网 Archive.today的存檔，存档日期2013-04-28
- 中国人民政治协商会议第十一届全国委员会第一次会议在北京人民大会堂开幕。新华网（页面存档备份，存于）

## 3月2日
- 委內瑞拉總統烏戈·查韋斯抗議哥倫比亞對藏身厄瓜多爾的哥國左翼游擊隊越境攻擊，決定關閉駐哥國大使館並派出坦克到委哥邊境。彭博（页面存档备份，存于）

## 3月1日
- 第十一屆中國全國人民代表大會代表名單公佈，包含胡錦濤等共2987名。TOM新聞-新華網中國人大網
- 伊朗總統馬哈茂德·艾哈邁迪內賈德抵达巴格达，对伊拉克进行访问，这是1979年伊朗伊斯蘭革命以来伊朗国家元首首次出访伊拉克。REUTERS（页面存档备份，存于）新华网（页面存档备份，存于）
- 英国哈里王子在阿富汗赫尔曼德省南部服役10个星期后回到英国。新华网（页面存档备份，存于）
- 亚美尼亚总统科恰良宣布，首都埃里温开始进入为期20天的紧急状态，以防止亚美尼亚总统选举结束后反对派的示威活动所造成的社会动荡。新华网
- 新加坡最大的巨型摩天輪開始營運。